# 589
Năm 589 là một năm trong lịch Julius.

## Sự kiện: Tuỳ diệt Trần
Năm 588, Tùy Văn Đế cho Dương Quảng làm chủ tướng, phát động chiến tranh nhằm diệt Trần. Trần Hậu Chủ ỷ thế có Trường Giang là thiên hiểm nên vẫn ca vũ như thường lệ. Năm sau, quân Tùy đánh vào Kiến Khang, Trần Hậu Chủ cùng ái phi Trương Lệ Hoa và Khổng quý nhân chui xuống giếng trốn, song sau vẫn bị quân Tùy bắt, Trần mất.